# Fjodor Iwanowitsch Filippow
Fjodor Iwanowitsch Filippow (russisch Фёдор Иванович Филиппов; * 14. Juni 1911 in Jegorjewsk, Russisches Kaiserreich; † 1988) war ein sowjetischer Filmregisseur.

## Laufbahn
Filippow ließ sich bis 1936 am Staatlichen All-Unions-Institut für Kinematographie unter Sergei Eisenstein zum Regisseur ausbilden. Er arbeitete einige Jahre als Assistent, u. a. für seinen ehemaligen Lehrer, und trat außerdem als Schauspieler und Regisseur an der Außenstelle des Lenkom-Theaters in seiner Heimatstadt auf. Während des Deutsch-sowjetischen Krieges war Filippow ab 1943 Frontkorrespondent. 1946 trat er der Kommunistischen Allunions-Partei (Bolschewiki) (WKP(B)), der späteren KPdSU, bei.
Als Regisseur stand Filippow beim Mosfilmstudio unter Vertrag. Er gab sein Debüt 1942 als Koregisseur neben Walentin Iwanowitsch Kadotschnikow in der Inszenierung des Märchenfilms Das Zauberkorn. Sein erstes eigenständiges Projekt folgte erst 1954 mit dem Familienfilm Золотые яблоки (Solotyje jabloki). Danach konzentrierte er sich überwiegend auf Literaturverfilmungen.
1956 adaptierte Filippow mit Челкаш (Tschelkasch) die gleichnamige Erzählung Maxim Gorkis, fünf Jahre später verarbeitete er Afansi Dmitrijewitsch Salynskis Roman Brot und Rosen. Mit По Руси (Po Rusi, 1968) folgte ein Sozialdrama, in dem Motive aus verschiedenen Werken Gorkis kombiniert wurden. Seinen Abschied gab Filippow 1978 mit dem Melodram Поздняя ягода (Posdnjaja jagoda). Er arbeitete im Laufe der Jahre u. a. mit Iwan Perewersew, Michail Trojanowski, Wera Altaiskaja, Wladimir Wyssozki und Alexander Chwylja zusammen.

## Ehrungen
Filippow trug seit dem 28. März 1974 den Titel Verdienter Künstler der SFSR. Am 6. November 1985 wurde ihm außerdem der Orden des Vaterländischen Krieges II. Klasse verliehen.

## Filmografie (Auswahl)
- 1937: Die Beshin-Wiese (Wolschebnoje serno) – als Regieassistent für Sergei Eisenstein und Darsteller (Filmfragment)
- 1939: Lenin 1918 (Lenin w 1918 godu) – als Regieassistent für Michail Romm
- 1942: Das Zauberkorn (Beschin lug) – als Koregisseur mit Walentin Iwanowitsch Kadotschnikow
- 1948: Das Lied von Sibirien (Skasanije o semle Sibirskoi) – als Regieassistent für Iwan Pyrjew
- 1950: Kubankosaken (Kubanskije kasaki) – als Regieassistent für Iwan Pyrjew
- 1954: Золотые яблоки (Solotyje jabloki)
- 1956: Челкаш (Tschelkasch) (Kurzfilm)
- 1958: Auf der anderen Seite (Po tu storonu)
- 1961: Brot und Rosen (Chleb i rosy)
- 1962: Грешница (Greschniza)
- 1965: На завтрашней улице (Na sawtraschnei ulize)
- 1968: По Руси (Po Rusi)
- 1970: Расплата (Rasplata)
- 1973: Это сильнее меня (Eto silneje menja)
- 1978: Поздняя ягода (Posdnjaja jagoda)

Anmerkung: Die Liste beinhaltet alle eigenständigen Regiearbeiten Filippows, sein Wirken als Assistent ist nur auszugsweise wiedergegeben.